# Греко-перські війни
Греко-перські війни (500 до н. е. — 449 до н. е., з перервами) — війни між Персією та давньогрецькими містами-державами, що відстоювали свою незалежність. Приводом до війни була допомога військовими кораблями, надана Афінами та Еретрією з острова Евбеї 500 повсталим проти перського панування над грецькими полісами у Малій Азії.
Основним джерелом з історії греко-перських воєн є «Історія» Геродота, що містить опис подій до 478 до н. е. включно. Про хід військових дій в середині V ст. до н. е. стисло повідомляє Фукідід в «Історії Пелопоннеської війни». Розповіді про окремі моменти війни зустрічаються в творах трагіка Есхіла і в «Афінській політії» Аристотеля. З пізніших істориків про цей період переповідає Діодор Сицилійський, а також Плутарх, що написав декілька біографій політичних і військових діячів того часу (Фемістокла, Арістіла, Кімона). Цікавий матеріал містять нечисленні написи, що відносяться до V ст. до н. е. Нарешті, в 1938—1939 рр. були проведені археологічні розкопки на полі бою при Фермопілах, що дали цінні відомості. Вельми цікаві також результати розкопок могильного пагорба на Марафонському полі в Аттиці (1940-ві роки XX століття).

## Історичні джерела
Майже вся інформація про греко-перські війни у наш час відома виключно з грецьких джерел. Основним джерелом з цих війн є праця Геродота «Історія», яка обривається на подіях 478 року до н. е. Давньогрецький історик, названий «батьком історії», народився у 484 році до н. е. в Галікарнасі, грецькій колонії на малоазійському узбережжі, що в той час перебувала під владою імперії Ахеменідів. У своїй книзі, написаній в 440-430 роках до н. е., Геродот намагався простежити походження греко-перських війн, які на той час були недавньою історією.
Деякі пізніші стародавні історики, починаючи з Фукідіда, критикували Геродота. Але тим не менш, Фукідід вирішив почати свою історію з місця, де зупинився Геродот (на облозі Сестоса) і вважав його працю досить точною, яка не потребувала переписування або виправлення. Плутарх критикував Геродота у своєму есе «Про зловмисність Геродота», закидаючи йому відсутність належного патріотизму, зокрема через те, що він байдуже поставився до такого подвигу ахейців, як здобуття Іліона. Негативне ставлення до Геродота було передане Європі епохи Відродження, хоча він як і раніше залишався добре читаним. Однак, починаючи з XIX століття репутація давньогрецького історика була реабілітована археологічними знахідками, які неодноразово підтверджували його версію тих подій. На сьогодні панівним поглядом є те, що Геродот здійснив чудову роботу у своїй праці «Історія», але до деяких його конкретних деталей (зокрема, чисельності військ і дат) слід ставитися з часткою скептицизму. Тим не менш, залишаються деякі історики, які вважають, що Геродот більшу частину своєї історії вигадав.
На жаль, військова історія Греції в період з кінця другого перського вторгнення в Грецію і Пелопоннеської війни (479—431 роках до н. е.) не дуже добре підкріплена стародавніми джерелами, що збереглись. Цей період, який стародавні вчені іноді називають Пентеконтаетія (грец. Πεντηκονταετία), був періодом відносного миру і процвітання в Греції. Найбагатше і найзначиміше джерело цього періоду — Фукідідова «Історія Пелопоннеської війни», яка, як правило, розглядається сучасними істориками як надійне історичне джерело. У своїй праці Фукудід написав тільки про перші двадцять років війни і трохи інформації про те, що сталося раніше. Проте, його праця, використовується сьогодні як хронологічна таблиця того періоду, на деталях якої археологічні дані та дані інших письменників можуть бути поєднані.

## Основні події

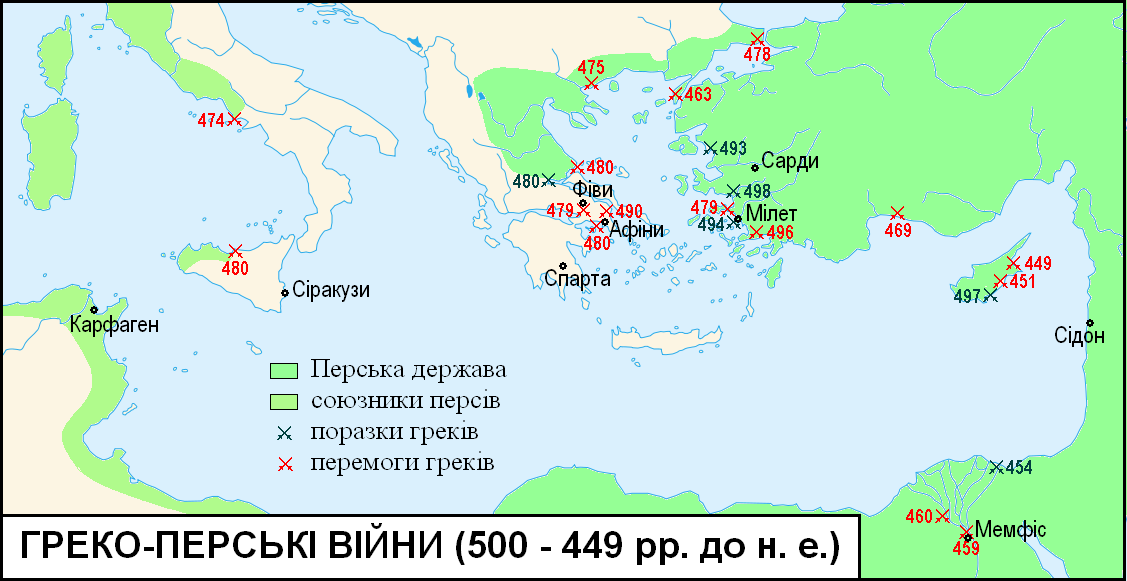

Придушивши повстання у 493 до н. е., перська армія під командуванням полководця Мардонія навесні 492 переправилася через Геллеспонт для завоювання Греції, але після загибелі флоту (близько 300 кораблів) під час бурі поблизу Афона змушена була повернутися назад, обмежившись окупацією Фракії.
Навесні 490 до н. е. перська армія під командуванням полководців Датіса й Артаферна направилася морським шляхом через острови Родос, Наксос і Делос до Евбеї і, захопивши її, висадилася на марафонській рівнині, де відбулася знаменита битва під Марафоном (490 до н. е.), в якій афіняни та платейці під командуванням Мільтіада одержали вагому перемогу над персами.
Протягом 10-річного перепочинку в Афінах з ініціативи вождя демократичного угруповання Фемістокла був створений великий флот. Напередодні перського походу у Коринфі відбувся Істмійський конгрес, де 30 грецьких держав уклали союз. Новий похід персів у 480 до н. е. очолював цар Ксеркс. Його владу визнала Македонія, а Торакс, тагос (правитель) Фессалії, перейшов на бік персів. Перське військо прорвалося через гірський прохід Термопіли, який захищали греки під командуванням спартанського царя Леоніда, спустошили Беотію, Аттику та зруйнували Афіни.
Однак у тому ж році перський флот зазнав тяжкої поразки біля острова Саламін. 479 до н. е. при Платеях було розгромлено сухопутне військо персів. У цей же час перський флот зазнав поразки біля мису Мікале. Ці перемоги по суті справи вирішили підсумок греко-перських воєн: перси змушені були очистити територію Греції, а греки перенесли військові дії в район Егейського моря та в Малу Азію.
У 470-х роках до н. е. Союзна грецька армія під командуванням афінського полководця Кімона, одержала кілька перемог, захопила узбережжя Фракії, ряд островів Егейського моря та Візантії й у 469 до н. е. завдала нищівної поразки персам у битві при гирлі р. Еврімедонт.
Проте військові дії з тривалими перервами продовжувалися до 449 до н. е., коли в битві біля м. Саламіні (на Кіпрі) греки одержали велику перемогу. Після цього з Персією був укладений, так званий, Каллієвий мир (названий за іменем афінського уповноваженого), за яким Персія позбавлялась своїх володінь в Егейському морі, Геллеспонті та Босфорі й визнавала за полісами Малої Азії політичну незалежність.

## Підсумок

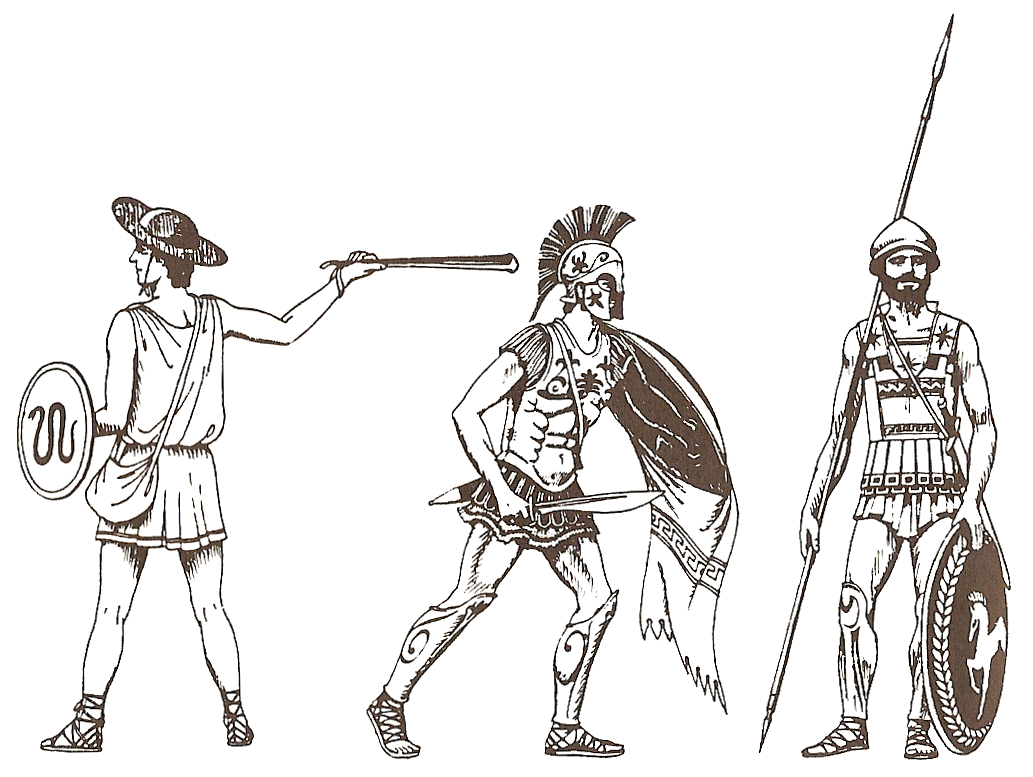
Грецькі воїни періоду греко-перських воєн. Зліва направо: пращник в беотійському шоломі, гопліт в анатомічній кірасі і коринфському шоломі з махайрою, гопліт у лінотораксі зі списом-дорі

Перемога греків у цих війнах пояснювалася більш високим, ніж у персів, рівнем соціально-економічного розвитку та перевагою вільного ополчення греків над Перською армією, що складалася в основному з воїнів, завербованих у підлеглих персам племенах, а головне тим, що для греків ця війна мала визвольний характер. Після греко-перських воєн настав період розквіту грецького рабовласницького суспільства та посилення Афін, які створили в ході війн Афінський морський союз під своєю гегемонію.